# Giro (Marke)

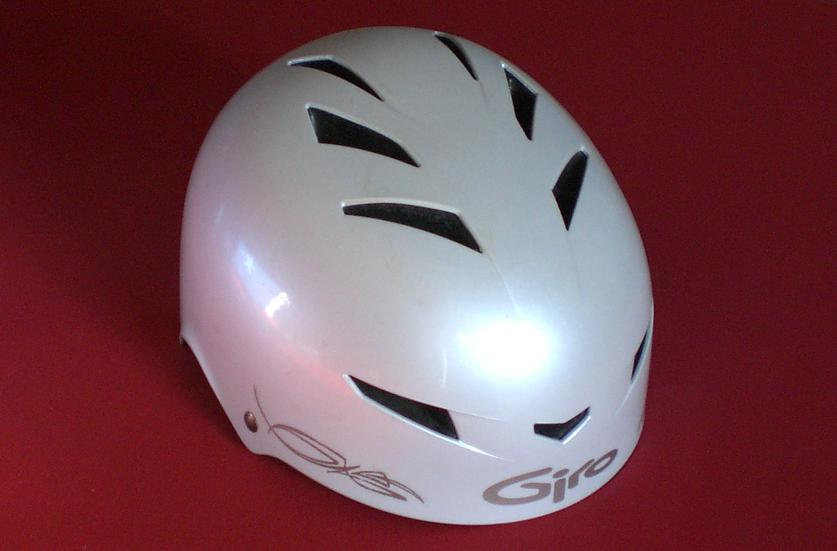
BMX-Fahrradhelm Giro Makai

Giro ist ein US-amerikanisches Unternehmen mit Hauptsitz in Santa Cruz, das Fahrrad- und Skihelme herstellt. Das Unternehmen wurde 1985 gegründet, als Jim Gentes seinen ersten Fahrradhelm baute. 1998 führte Giro seinen ersten Helm für Wintersport ein. Giro gehört zum Sportartikelhersteller Vista Outdoor.